# 东朗乡 (木里县)
东朗乡，是中华人民共和国四川省凉山彝族自治州木里藏族自治县下辖的一个乡镇级行政单位。

## 行政区划
东朗乡下辖以下地区：
绒佐村、亚英村和向阳村。